# KZ Breitenau
Das Konzentrationslager Breitenau in der Breitenau, einem Teil von Guxhagen im Schwalm-Eder-Kreis etwa 15 km südlich von Kassel, war eines der frühen Konzentrationslager, später ein Arbeitserziehungslager.
Die Geschichte des Lagers Breitenau in der Zeit des Nationalsozialismus gliedert sich in zwei Abschnitte: die Jahre 1933 bis 1934 und die Zeit von 1940 bis Kriegsende 1945. Das Lager Breitenau war dabei zu keinem Zeitpunkt ein Vernichtungslager. Den Kern des KZs bildet das ehemalige Kloster Breitenau.

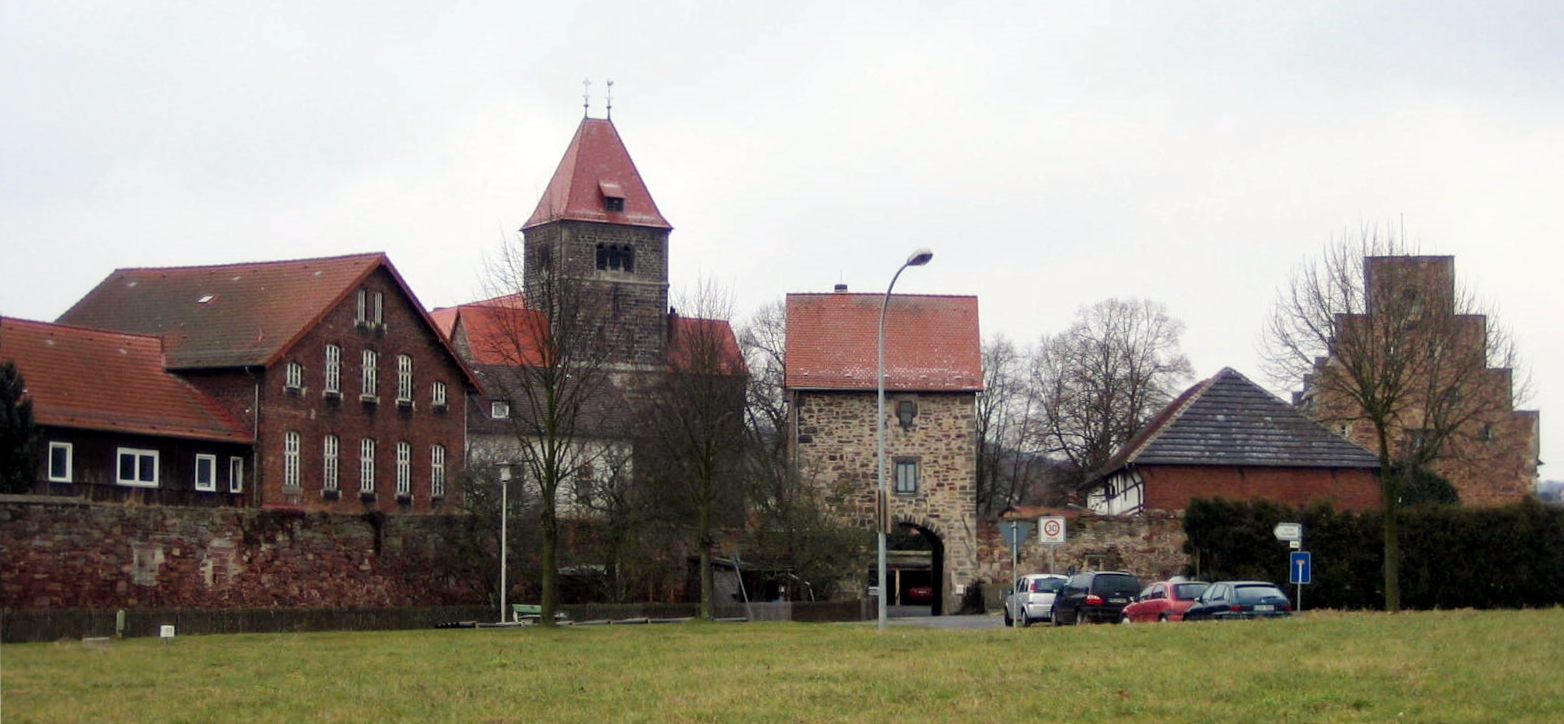
Das Kloster wurde Arbeitshaus und Konzentrationslager.

## Vorgeschichte
Den Mittelpunkt des Lagers Breitenau bilden die ehemaligen Klostergebäude aus dem 12. Jahrhundert. Gegründet um 1113, wurde das Kloster 1527 im Zuge der Reformation in Hessen aufgelöst. Das Kirchengebäude diente danach als Kornspeicher und Pferdestall, im Kirchenschiff wurden Zwischendecken eingezogen. Landgraf Moritz von Hessen-Kassel ließ, nachdem die Gründung einer Stadt gescheitert war, ab 1607/1608 das Gut nach eigenen Plänen zu einem „Lustaufenthalt“ umbauen. Im Dreißigjährigen Krieg wurde die Klosteranlage jedoch stark zerstört und geplündert. Nach Kriegsende setzte man die ehemalige Klosterkirche wieder in Stand und nutzt sie als Getreidespeicher, der Rest des ehemaligen Klosters verfiel weitgehend.
1874 wurde dort eine „Corrections- und Landarmen-Anstalt“ für Bettler, Landstreicher, Prostituierte und „verwahrloste“ Jugendliche eingerichtet, später „Landesarbeitsanstalt und Landesführsorgeheim Breitenau“ genannt. 1911 kam ein Zellenbau hinzu, der vor allem für Häftlinge aus dem Kasseler Zuchthaus Wehlheiden genutzt wurde. Später erhielt das Gefängnis den Namen und die Aufgabe „Landesarbeiteranstalt und Landesfürsorgeheim Breitenau“.

## KZ Breitenau 1933–1934
Nach der Machtübernahme der Nationalsozialisten im Januar 1933 setzte eine Verhaftungswelle der SS und SA bei politischen Gegnern ein. Innerhalb von wenigen Monaten wurden Zehntausende Sozialdemokraten, Kommunisten und Gewerkschafter festgenommen. Diese Verhaftungen erfolgten ohne richterlichen Beschluss oder Gerichtsverfahren, allein auf der Grundlage eines „Schutzhaftbefehls“. Die Verhafteten wurden in Gefängnisse sowie provisorische Haftanstalten eingesperrt und dort auch misshandelt und gefoltert. Man spricht dabei von „frühen Konzentrationslagern“. Im KZ Breitenau waren in der Zeit von Juni 1933 bis März 1934 insgesamt 470 politische Gefangene inhaftiert, die aus 139 hessischen Gemeinden kamen. Unter den Gefangenen war der Sozialdemokrat Ludwig Pappenheim.
In der lokalen Presse wurde über das Konzentrationslager berichtet: „Selbstverständlich sollen die Konzentrationslager keine Dauereinrichtung sein. Sie haben lediglich den Zweck, die unsauberen Elemente unschädlich zu machen und sie gegebenenfalls, das muss angestrebt werden, zu Staatsbürgern zu machen, die sich in die neue Form der Volksgemeinschaft willig einreihen.“ Im März 1934 wurde das Konzentrationslager aufgelöst.
In der Hersfelder Zeitung wurde im Juni 1933 unter anderem von der vorgeblichen Qualität und Schmackhaftigkeit des Essens und den Waschmöglichkeiten der Häftlinge berichtet.

## Arbeitserziehungslager Breitenau 1940–1945
Vom Sommer 1940 bis zum Kriegsende 1945 wurde im ehemaligen KZ Breitenau ein Arbeitserziehungslager eingerichtet, das der Kasseler Gestapo unterstand. Insgesamt waren etwa 8500 Schutzhäftlinge dort inhaftiert, die meisten von ihnen für einen Zeitraum von etwa 8 Wochen. Der überwiegende Teil dieser Gefangenen waren ausländische Zwangsarbeiter, die von der Gestapo verhaftet worden waren, weil sie in irgendeiner Form den Bedingungen der auferlegten Zwangsarbeit zuwidergehandelt hatten.
Im Arbeitserziehungslager sollte den Häftlingen verdeutlicht werden, was ihnen ‚blüht‘, wenn sie am Arbeitsplatz nicht die gewünschten Verhaltensweisen zeigten. Die Arbeits- und Lebensbedingungen waren denen in KZs vergleichbar. Der Aufenthalt war auf etwa 8 Wochen begrenzt, um die Häftlinge nach der „Disziplinierung“ wieder in der Produktion einsetzen zu können. Neben den ausländischen Gefangenen waren in Breitenau auch Deutsche inhaftiert: kritische Arbeiter, oppositionelle „Volksfeinde“ und Juden; auch die jüdische Ärztin Lilli Jahn musste hier Zwangsarbeit leisten, bevor sie 1944 nach Auschwitz deportiert wurde. – Neben der Funktion als Arbeitserziehungslager war das Lager Breitenau auch gleichzeitig Konzentrationssammellager. Während der Haftzeit wurde entschieden, ob ein Gefangener zum Arbeitsplatz entlassen oder deportiert wurde. Jüdische Gefangene wurden ab Ende 1941 meist mit dem nächsten Sammeltransport in „den Osten“ verbracht, wo die meisten von ihnen ermordet wurden. Etwa einer von fünf Gefangenen wurde vom Lager Breitenau aus in ein Konzentrationslager verschleppt.
1945 ermordete die Gestapo 45 Häftlinge an der Fulda in direkter Nähe zum Lager Breitenau. An diesem Ort wurde eine Gedenkstelle eingerichtet.

## Gedenkstätte Breitenau
Heute erinnert die „Gedenkstätte Breitenau“ an das ehemalige Lager. Sie befindet sich in der Zehntscheune des ehemaligen Klosters auf dem Gelände des heutigen psychiatrischen Krankenhauses.
Besonders beachtlich an den Resten dieses Konzentrations- und Arbeitserziehungslagers ist deren Erhalt vor Ort, trotz einer von der SS am Kriegsende durchgeführten teilweisen Aktenvernichtung, sehr vieler Originaldokumente, so auch des Hauptaufnahmebuchs der Landesarbeitsanstalt von 1895 bis 1945, die eine weitere Forschung ermöglichen.
Die unten abgebildete Gedenktafel im Bereich der ehemaligen Klostergebäude wurde 1983, also 38 Jahre nach dem Sieg der Alliierten über das NS-Regime, vom Landeswohlfahrtsverband Hessen errichtet. Sie trägt diese Inschrift:
Zum Gedenken an die bedrohten, verfolgten und ermordeten Menschen im Konzentrations- und Arbeitslager Breitenau 1933–1945
Landeswohlfahrtsverband Hessen 1983
Auf dem Fuldaberg steht ein Gedenkstein an 28 ermordete KZ-Häftlinge. Sie wurden im April 1945 unmittelbar vor dem Eintreffen amerikanischer Soldaten von Gestapo-Polizisten und SS-Angehörigen im Zusammenhang mit dem Versuch den KZ-Betrieb zu verschleiern und die als Arbeitssklaven missbrauchten Häftlinge einer Befreiung gewaltsam zu entziehen, hier ermordet. Neben dem Gedenkstein berichtet eine Tafel der Gemeinde Guxhagen (siehe Fotografie unten) aus dem Jahr 2015, was sich für ein Geschehen hinter dem Gedenkstein verbirgt. Der euphemistisch verwendete Täter-Begriff "Evakuierung" verdeckt jedoch zugleich, was am 30. April 1945 geschah. Die "Räumung" der Konzentrationslager durch SS-Täter auf zentrale Befehle aus Berlin hin diente nicht der Rettung von Menschenleben, sondern sollte lebende Zeugen daran hindern, über die NS-Verbrechen und die beteiligten Täter sprechen zu können.
Seit 2019 leitet die Historikerin und Gedenkstättenpädagogin Ann Katrin Düben die Gedenkstätte.
Im November 2022 berichtete der Hessische Rundfunk über den Fund von Botschaften von NS-Zwangsarbeitern an den Wänden im ehemaligen Kloster Breitenau.

## Galerie

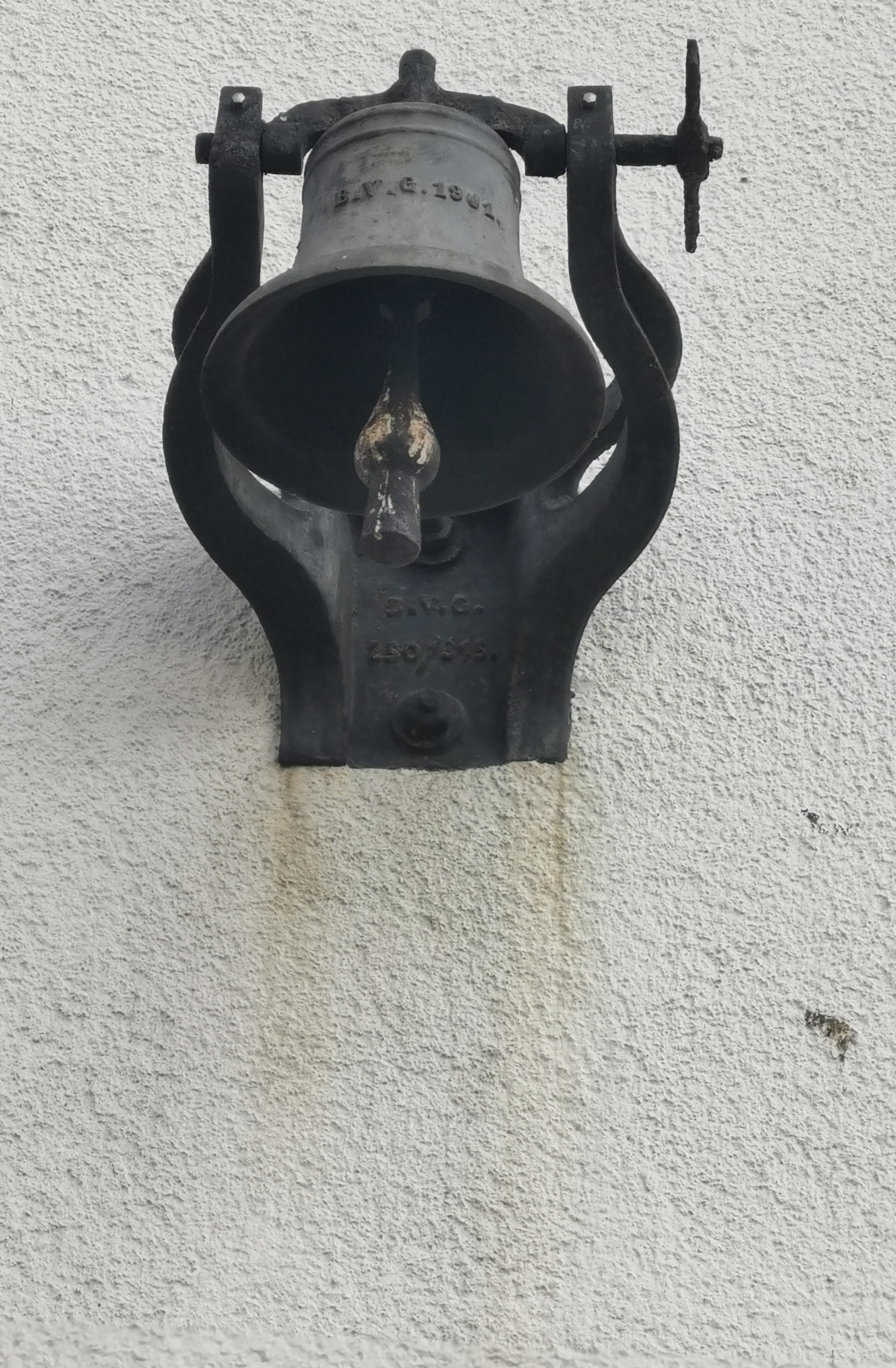
KZ Breitenau, Appellglocke
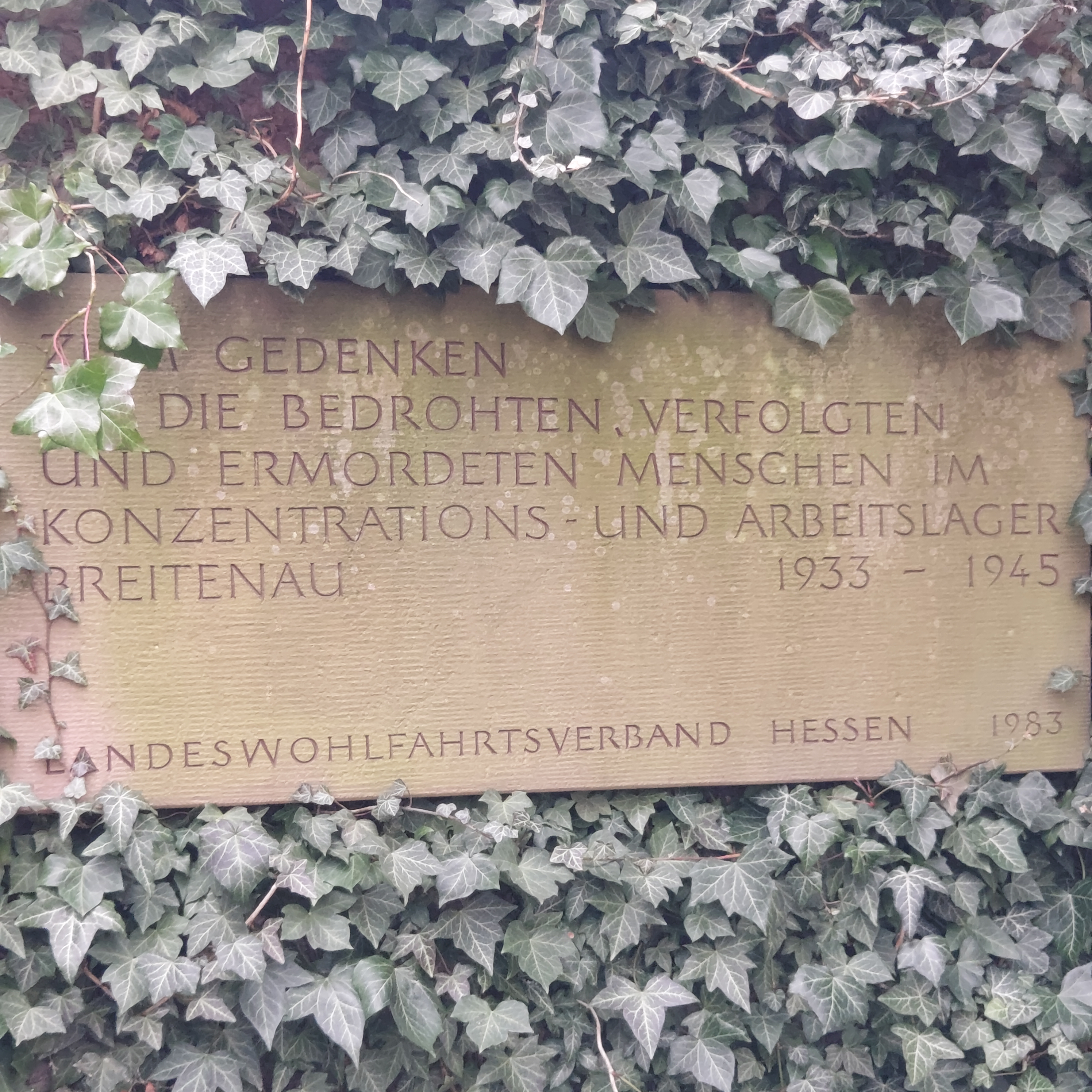
KZ Breitenau, Gedenktafel
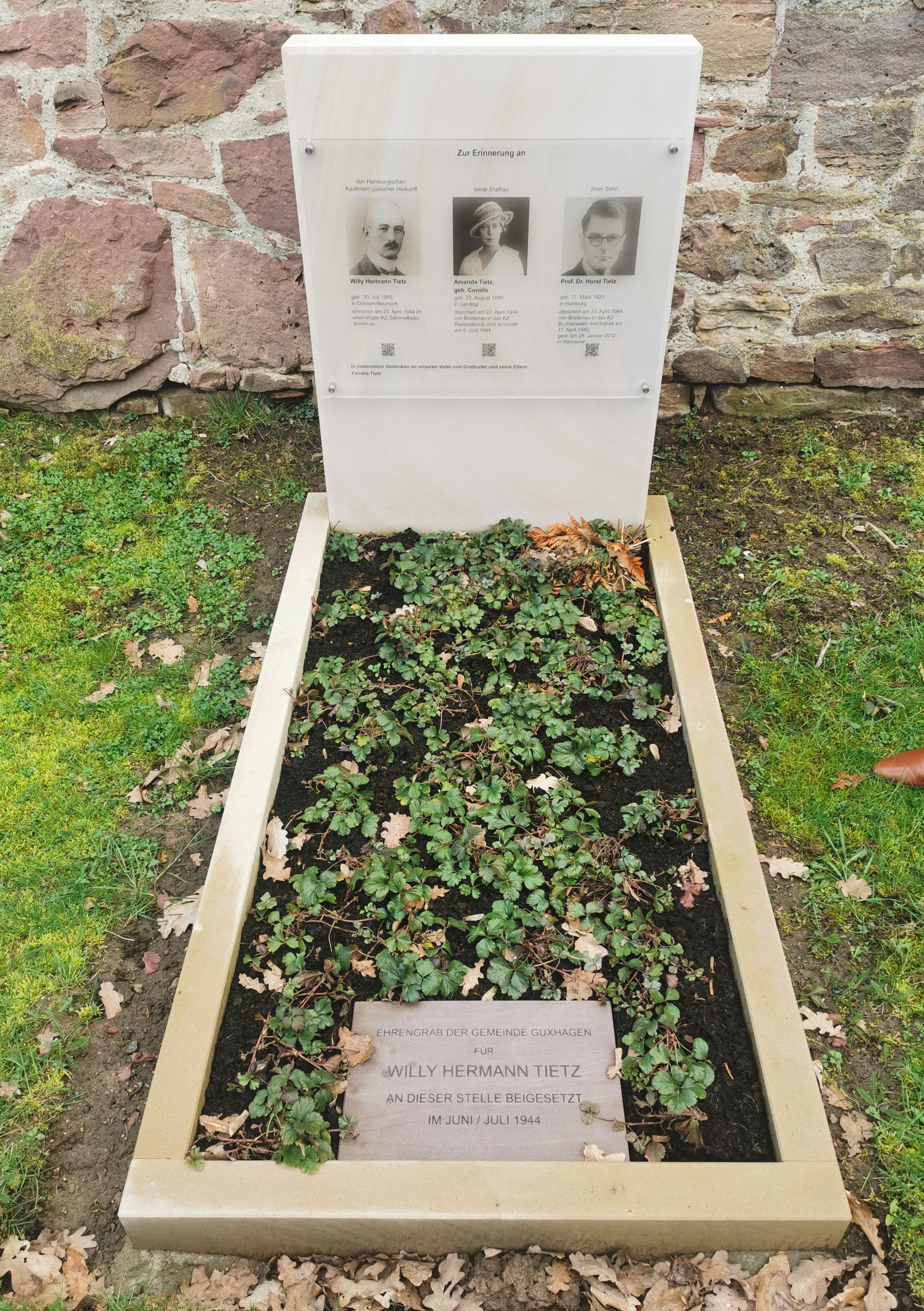
Ehrengrab für Willy Hermann Tietz
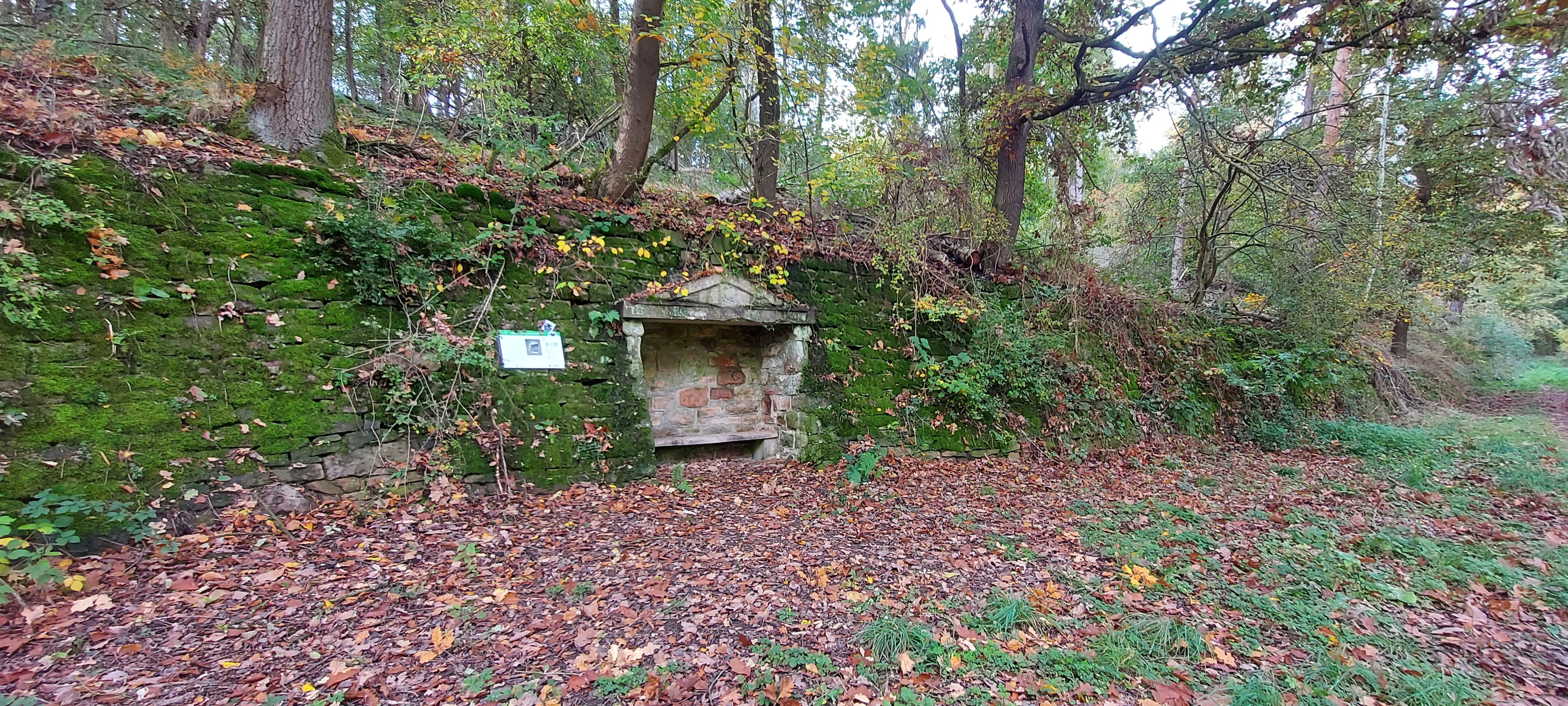
Sogenanntes „Ehrenmal“ der SS, errichtet von Häftlingen des KZ Breitenau im Wald über Guxhagen
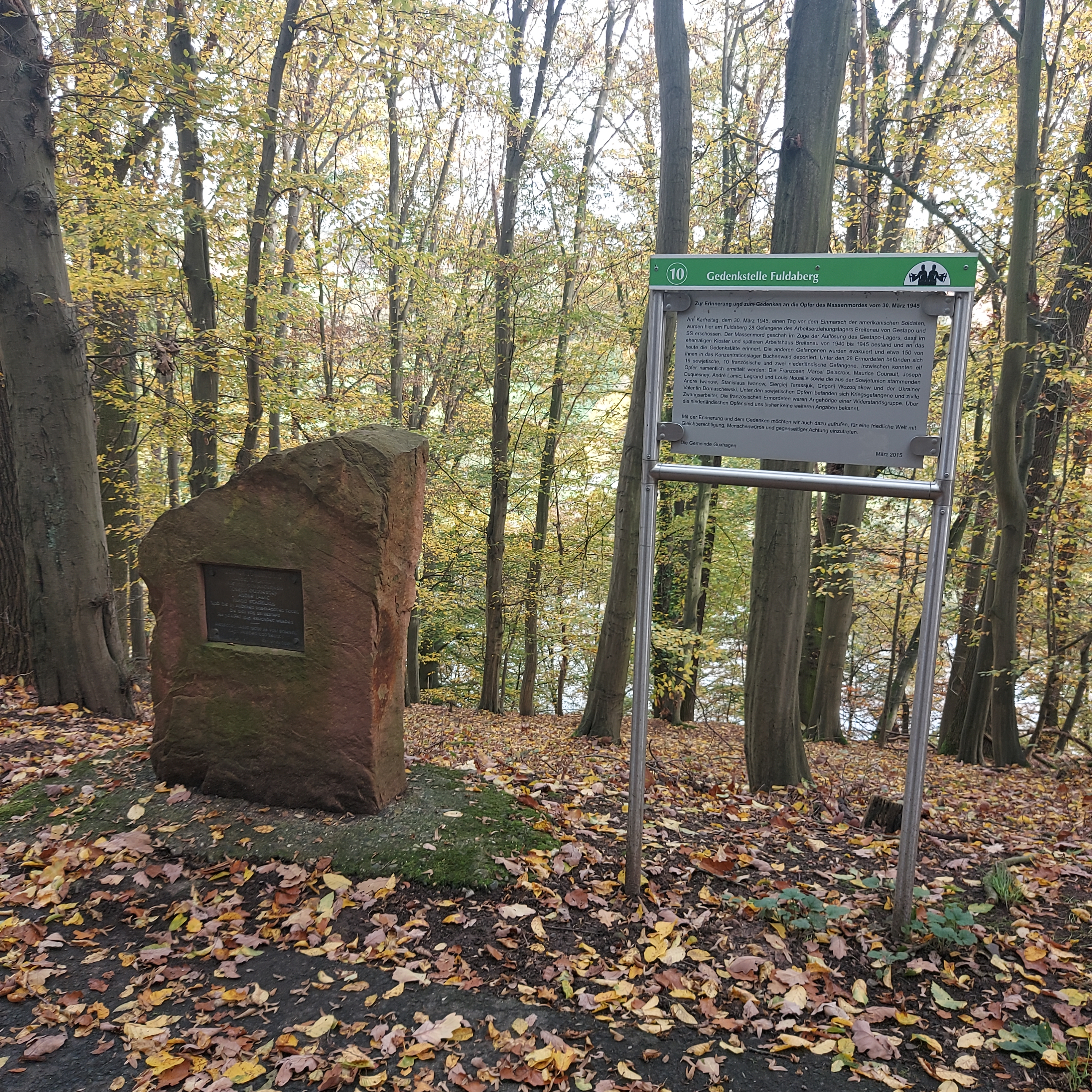
Gedenkstelle Fuldaberg mit den Namen der Opfer